# Dentachionaspis margaritae
Dentachionaspis margaritae är en insektsart som först beskrevs av Charles Kimberlin Brain 1919.  Dentachionaspis margaritae ingår i släktet Dentachionaspis och familjen pansarsköldlöss. Inga underarter finns listade i Catalogue of Life.